# Экспедиция подводных работ особого назначения
Экспедиция подводных работ особого назначения (ЭПРОН) — Ордена Трудового Красного Знамени государственная организация особого назначения, в Союзе ССР, занимавшаяся подъёмом кораблей, судов и подводных лодок, а также другими подводными работами.
Создана приказом Председателя ОГПУ при СНК СССР № 528, от 17 декабря 1923 года. До 1931 года находилась в ведении ОГПУ, в 1931 году передана Народному комиссариату путей сообщения, в 1936 году — Наркомату водного транспорта, в 1939 году — Народному комиссариату морского флота. В 1941 году ЭПРОН был передан в состав ВМФ ВС Союза ССР и в 1942 году преобразован в Аварийно-спасательную службу ВМФ.

## История
С 1908 года флотский инженер и кладоискатель-любитель Владимир Сергеевич Языков настойчиво пытался организовать работы по подъёму английского парусного корабля HMS Prince. Во время Крымской войны в роковой день 14 ноября 1854 года его выбросило ураганом на скалы и он затонул под Балаклавой С 1870-х годов «Принца» искали немцы, французы, норвежцы, экспедиция итальянского инженера Джузеппе Рестуччи, так как предполагалось, что он вёз 200 000 фунтов стерлингов золотом.
В начале 1923 года В. С. Языков попал на приём к главе ГПУ при НКВД РСФСР Генриху Ягоде и сумел заинтересовать его идеей подъёма «Принца». Инициативная группа (В. С. Языков, Д. А. Карпович и инженер-механик Е. Г. Даниленко, по проекту которого должен был строиться глубоководный снаряд для подъёма «Принца») была зачислена на довольствие ГПУ. 13 марта 1923 года Ягода отдал приказ о создании ЭПРОН при ГПУ, утверждении её первого штата и начальника — В. С. Языкова (репрессирован в 1937 г.), комиссаром стал Л. Н. Захаров-Мейер, кадровый чекист, впоследствии начальник ЭПРОН до 1930 года, также был репрессирован в 1937 году.
Розыски «Принца» успехов не принесли, но в 1924—1928 годах ЭПРОНу удалось поднять подводную лодку «Пеликан», затопленную в конце января 1920 года белыми при входе в одесскую гавань, эскадренный миноносец «Дзержинский» (бывшая «Калиакрия»), британскую подводную лодку L-55. В 1929 году под эгидой ЭПРОНа фактически было сконцентрировано всё водолазное и судоподъёмное дело на всех морях и реках СССР. ЭПРОН был награждён орденом Трудового Красного Знамени в 1929 году.

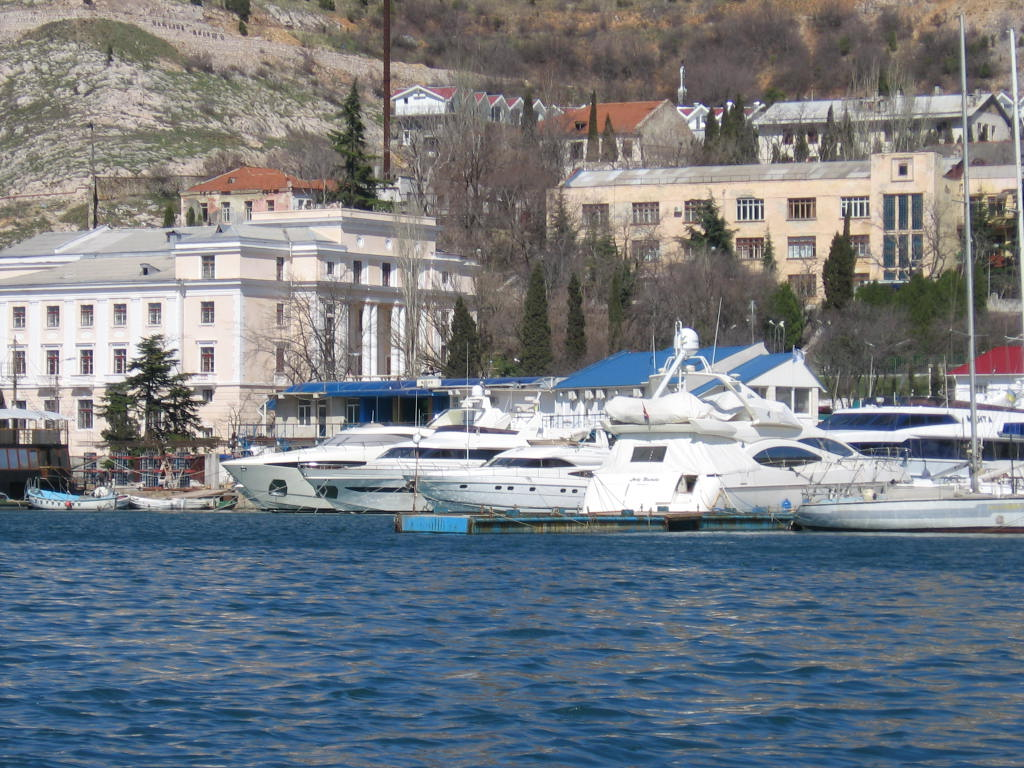
Военизированный морской водолазный техникум ЭПРОН, с 1955 г. Балаклавский Дом офицеров флота.

В 1924 году в Балаклаве в здании гостиницы «Гранд-отель» были открыты первые в СССР водолазные курсы. В 1930 году на базе этих курсов в новом здании был открыт Военизированный морской водолазный техникум ЭПРОНа, который готовил водолазные кадры и занимался исследовательской деятельностью.
1 января 1927 года, согласно постановлению СТО СССР от 17 декабря 1926 года, ЭПРОН был преобразован в государственное предприятие, находившееся в ве́дении ОГПУ при СНК СССР. Этим же Постановлением был утверждён Устав ЭПРОН, определявший деятельность предприятия на принципах хозрасчёта.

Кормовой флаг судов ЭПРОН (1929—1935).

2 марта 1931 года было образовано Главное управление ЭПРОН. В 1931 году ЭПРОН из ве́дения ОГПУ при СНК СССР передаётся в ве́дение Народного комиссариата путей сообщения СССР, в 1936 году — Народному комиссариату водного транспорта СССР, а в 1939 году — Народному комиссариату морского флота СССР.
В 1934 году, по рекомендации академика А. Н. Крылова, на работу в ЭПРОН был приглашён Рубен Орбели, ставший впоследствии основоположником гидроархеологии в СССР.

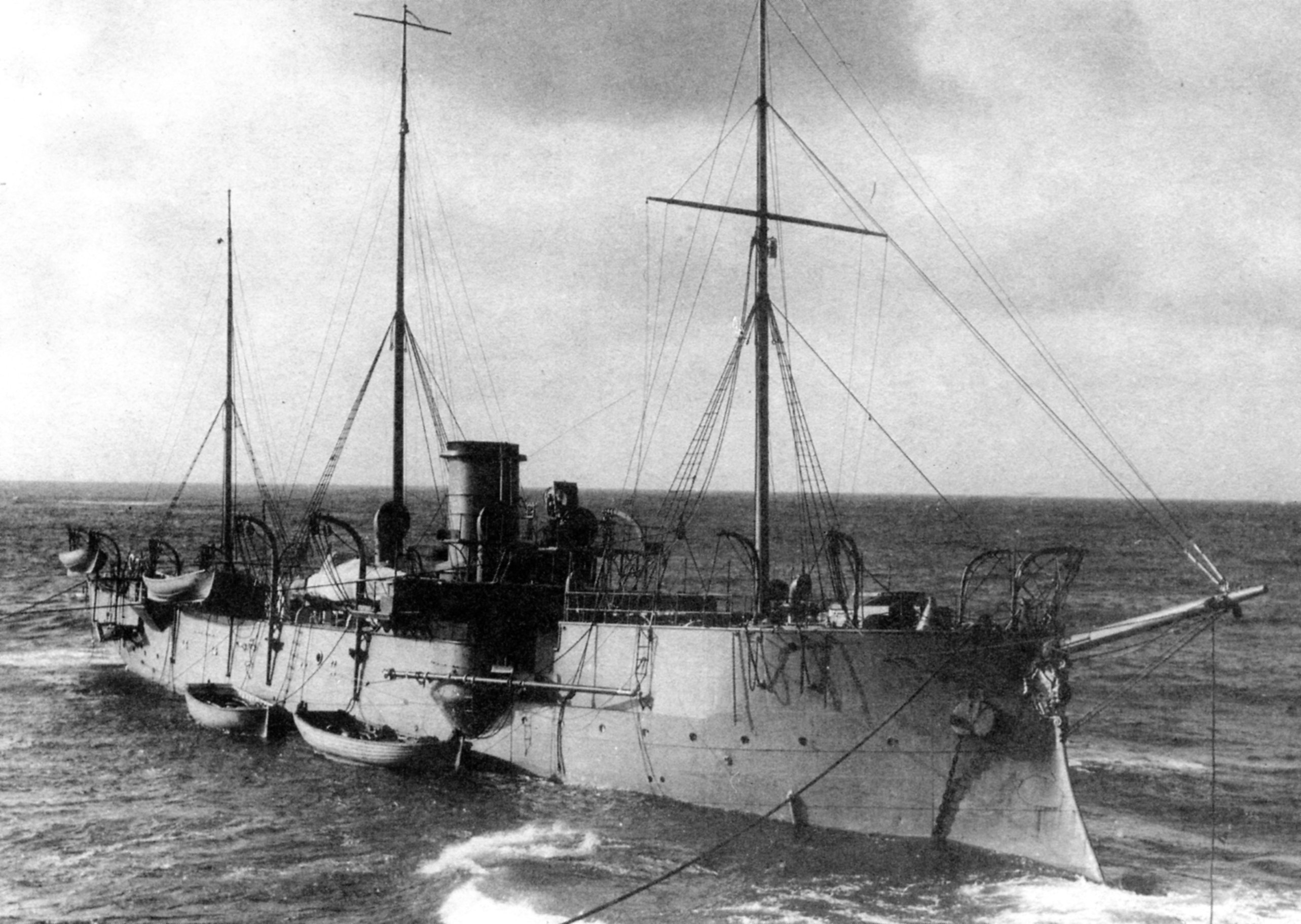
Канонерская лодка «Кубанец» после 1900 года во время испытаний, последовавших за ремонтом (на корабле ещё отсутствует вооружение).
После 1923 года — спасательное судно «Кубанец» (с 1924 года — «Красный Кубанец»), первое судно ЭПРОН.

К началу 1935 года организационная структура ЭПРОН, впоследствии сохранившаяся без существенных изменений до начала Великой Отечественной войны, представляла собой следующее:
- Главное управление ЭПРОН (ГУ ЭПРОН) — главный орган управления организации (Ленинград), которому подчинялись структурные подразделения центрального подчинения, а также региональные структурные подразделения на Балтийском, Черноморском, Северном, Тихоокеанском флотах и Каспийской военной флотилии соответственно:
  - Московский отряд подводно-технических работ, Гидротехническая группа на строительстве № 15 НКВД СССР (Северный Сахалин), Центральные мастерские (Ленинград), Военно-морской водолазный техникум (Балаклава), База отдыха водолазов (Хоста);
  - Балтийская экспедиция (до войны располагавшаяся в Таллине), Черноморская экспедиция (Балаклава), Северная экспедиция (Мурманск), Тихоокеанская экспедиция (Владивосток), Каспийская экспедиция (Баку), в состав которых входили соответствующие структурные подразделения, базировавшиеся на различных военно-морских базах (ВМБ):
    - аварийно-спасательные отряды (АСО) и отряды подводно-технических работ (ОПТР), подчинённые управлениям соответствующих экспедиций на флотах и флотилиях; некоторые из АСО и ОПТР в разные периоды времени включали в себя соответственно аварийно-спасательные группы и группы подводно-технических работ.

Один из первых в кинематографе СССР примеров удачного применения подводных киносъёмок оператором Соломоном Беленьким стал фильм «Сокровище погибшего корабля» (Ленфильм, 1935). Эпизод фильма показывает вскрытие сейфа газовой горелкой внутри затонувшего корабля. Съёмки консультировали и организовывали водолазы ЭПРОН. В рекламном издании напечатано обращение к зрителям начальника ЭПРОН Алексеева.
Судовой состав ЭПРОН к началу Великой Отечественной войны включал в себя 28 спасательных судов, в том числе 7 современных судов специальной постройки, 50 водолазных судов (ботов и катеров), несколько плавбаз для судоподъёмных работ, барж, килекторов и других специализированных судов. Лучше всех спасательными судами была обеспечена Балтийская экспедиция. Недостаток спасательных судов имелся в Северной, Черноморской и особенно в Дальневосточной экспедициях. В довоенный период ЭПРОН было поднято со дна более 300 затонувших кораблей и судов, выполнено большое количество подводно-технических работ при строительстве портов, прокладке подводных трубопроводов и коммуникаций. По состоянию на 23 августа 1941 года штатная численность ЭПРОН составляла 2922 человека.
К 1941 году ЭПРОН в своём составе насчитывал свыше трёх тысяч человек. Имел подразделения в Ленинграде, Архангельске, Баку, Одессе, Новороссийске, Туапсе, Керчи, Астрахани, Владивостоке, Хабаровске. ЭПРОНом были выполнены работы по подъёму 450 судов и кораблей общим водоизмещением 210 тысяч тонн, спасено 188 аварийных судов.

## Подразделение Военно-Морского Флота СССР
Великая Отечественная война внесла свои изменения в структуру ЭПРОНа, он как бы раздвоился: часть его вошла в состав Военно-морского флота и в 1941 году была переименована в Аварийно-спасательную службу ВМФ, затем преобразована в аварийно-спасательную службу ВМФ (с 1979 года поисково-спасательная служба ВМФ). За годы войны аварийно-спасательная служба ВМФ СССР оказала помощь 745 судам, сняла с мели 840, подняла 1920 кораблей, судов и катеров общим водоизмещением свыше 1 млн тонн.
Главное военно-речное управление (ГВРУ) ЭПРОНа было передано Министерству речного флота, на базе которого было создано Управления подводречстроя — для подъема затонувших судов и военной техники на внутренних водоемах страны.

### Рота особого назначения Балтийского флота
Согласно приказу Наркома ВМФ СССР от 11 августа 1941 года при разведотделе Балтийского флота была сформирована «Рота особого назначения» (РОН) в составе 146 единиц, укомплектована командирами и водолазами, получившими специальную подготовку в Военно-морской медицинской академии и подразделениях ЭПРОНа. Командиром роты был назначен лейтенант И. В. Прохватилов. Формирование просуществовало всю ВОВ и было расформировано в 1945 году.

## Судьба организации в новейший период истории; производные организации
4 января 1947 года приказом Главного Военно-речного управления Министерства речного флота СССР был создан Ленинградский отряд судоподъемных и аварийно спасательных работ. Ленинградский отряд был создан для несения аварийно-спасательной службы, проводки судов по внутренней водной сети, подъёма затонувших во время войны судов, расчистки фарватеров рек от обрушенных мостовых конструкций, обеспечения строительства новых мостов.
На протяжении своей истории отряд, в зависимости от ставившихся перед ним задач, несколько раз менял своё название. Так, уже в 1947 году он был переименован в Ленинградский отряд, в 1949 году — в Первый аварийно-спасательный отряд подводно-технических работ, в 1950 году — в Первый экспедиционный отряд подводно-технических работ ГВРУ ГУПР МРФ.
С января 1955 года по июль 1956 года личный состав был уволен в запас и отряд стал гражданской организацией с подчинением Управлению «Подводречстрой» город Москва.
В 1956 году 7-я группа Первого экспедиционного отряда подводно-технических работ (ЭОПТР) Подводречстроя, была передислоцирована в Новосибирск специально для выполнения подводно-технических работ на реках Сибири, на строящейся в то время кабельной магистрали КМ-18 и с этого времени постоянно ведёт подводно-технические работы в регионе Западной Сибири, Восточной Сибири и Казахстане. В настоящее время новосибирская часть исходной организации носит название ООО «СИБПОДВОДСТРОЙ»

## Начальники ЭПРОН
- В. С. Языков (1923)
- Л. Н. Захаров-Мейер (1923—1930)
- Ф. И. Крылов (1932—1942), с 1942 года — начальник Аварийно-спасательного управления ВМФ СССР

## Список затонувших кораблей, поднятых ЭПРОНом

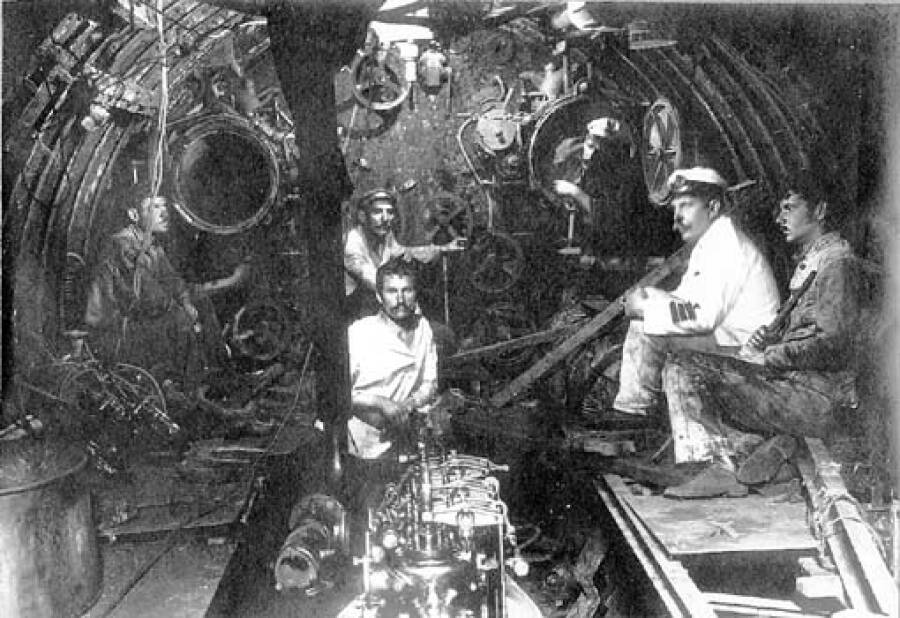
Специалисты ЭПРОН внутри поднятой подводной лодки «Пеликан», 1924 год

За первые 15 лет существования организации снято с мели и спасено 188 кораблей (в том числе 33 иностранных судна), водолазами поднято 299 затонувших судов, в том числе:
- 1924 год: Подводная лодка «Пеликан»;
- 1925 год: Миноносец «Калиакрия», «№ 266 (Ялта)», тральщик «Перванш» и танкер «Эльбрус»;
- 1926 год: Подводные лодки «Карп» и «Орлан», миноносцы «Пронзительный», «Стремительный», «Сметливый», «Капитан-лейтенант Баранов»;
- 1927 год: Миноносец «Лейтенант Шестаков»;
- 1928 год: Британская субмарина HMS L55, миноносец «Гаджибей», подводная лодка «АГ-21» (вступила в строй и прошла затем всю войну);
- 1932 год: Миноносец «Керчь», подводные лодки «Судак», «Лосось» и «Налим»;
- 1933 год: Ледокол «Садко», подводная лодка Б-9 «Рабочий» (с рекордной на тот период глубины 84 метра), в процессе обнаружен броненосец «Русалка»[21][22], пропавший без вести в море ещё в 1893 году;
- 1934 год: Транспорт «Женероза» (водоизмещение 5500 т), подводная лодка «М-8»[23];
- 1935 год: Подводные лодки «Кит», «Краб», Б-3;
- 1936 год: Транспорт «Фредерик» (водоизмещение 5000 т);
- 1937 год: Пароход «Пётр Великий» (водоизмещение 9200 т).

## В культуре

### Художественные фильмы
- «Путь корабля» (1935). Реж. Ю. Тарич.
- «Сокровище погибшего корабля» (1935). Реж. В. Браун, И. Менакер.
- «Четвертый перископ» (1939). Реж. В. Эйсымонт.
- «Гибель «Орла»» (1940). Реж. В. Журавлев.